# 1446 Sillanpää
1446 Sillanpää este un asteroid din centura principală, descoperit pe 26 ianuarie 1938, de Yrjö Väisälä.